# Вија Дон Минцони (Кунео)
Вија Дон Минцони је насеље у Италији у округу Кунео, региону Пијемонт.
Према процени из 2011. у насељу је живело 62 становника. Насеље се налази на надморској висини од 613 м.